# Robert Landfermann

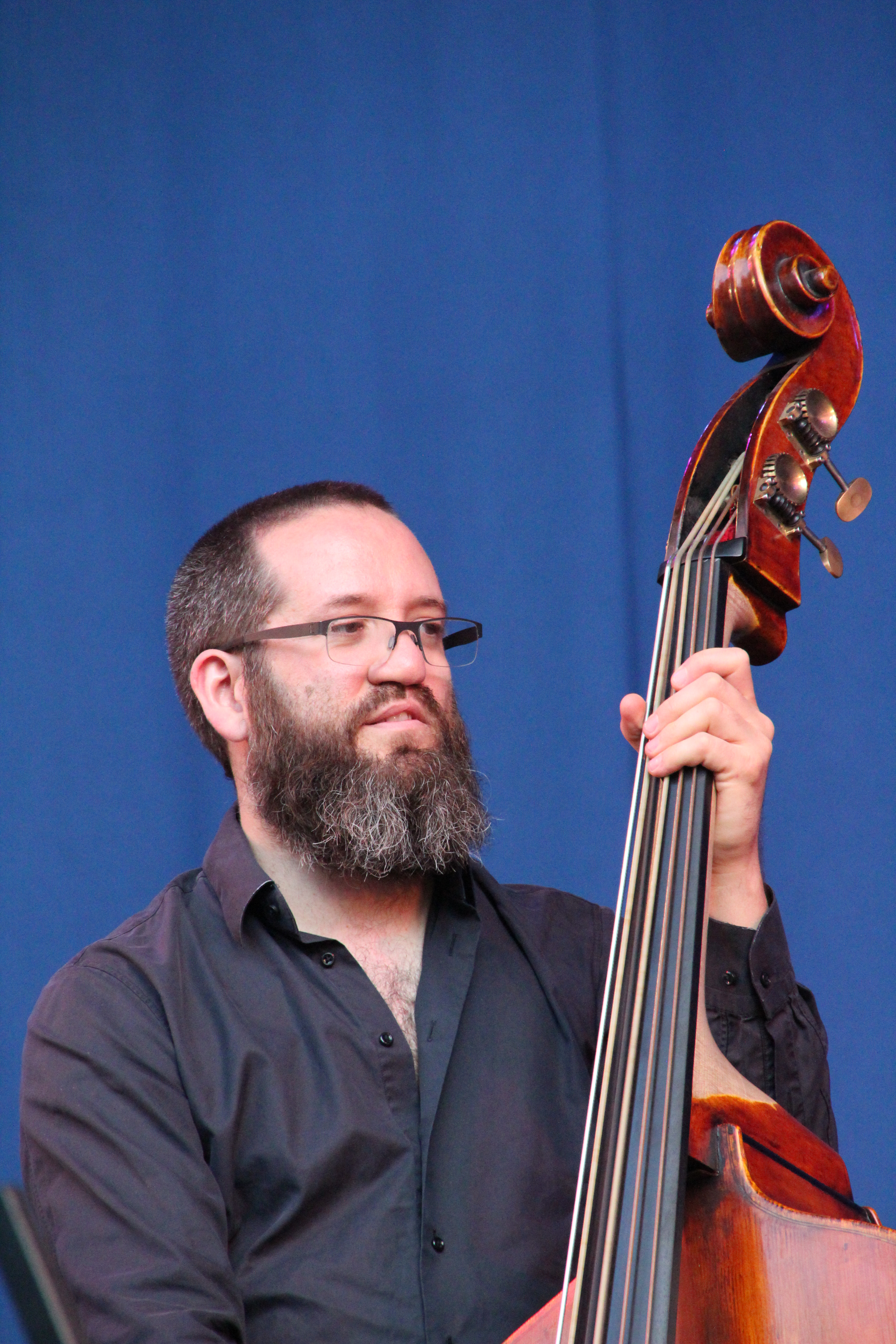
Robert Landfermann, Jazz im Palmengarten 2018

Robert Landfermann (* 28. Mai 1982 in Oberwinter) ist ein deutscher Kontrabassist und Komponist des Creative Jazz.

## Leben und Wirken
Landfermann erhielt ab dem Alter von sieben Jahren klassischen Gitarrenunterricht. Vom E-Bass wechselte er 1998 zum Kontrabass, auf dem er von Gunnar Plümer in Bonn unterrichtet wurde. Von 2002 bis 2009 studierte er bei Dieter Manderscheid an der Musikhochschule Köln. Er gehörte zwischen 2002 und 2004 zum JugendJazzOrchester NRW und von 2003 bis 2005 zum Bundesjazzorchester unter der Leitung von Peter Herbolzheimer. 2008 war er Mitglied des European Youth Jazz Orchestras der EBU. Weiterhin nahm er Unterricht und absolvierte Workshops bei Musikern wie Mark Dresser und Mike Richmond.
Er arbeitete auf Club-, Festivalkonzerten und CD-Veröffentlichungen mit Musikern wie John Scofield, Lee Konitz, Charlie Mariano, Barre Philipps, John Taylor, John Hollenbeck, Joachim Kühn, Chris Potter, Lenine, Tomasz Stanko, Django Bates und Dave Liebman. 2006 gründete er das Trio Die Freundliche Übernahme mit Jonas Burgwinkel und Niels Klein, seine erste Band als Leiter. Seit 2006 gehört er zum Trio von Pablo Held; er war zudem Mitglied von Matthias Schriefls Shreefpunk, mit dem er auch die Jazz-o-rama-Reihe im Kölner Arttheater kuratiert. Seit 2008 präsentiert er im Kölner Loft die Konzertreihe „Nicht ohne Robert“, in der er mit unterschiedlichen Musikern auftritt. Thema der Reihe ist improvisierte Musik mit interessanten Persönlichkeiten des deutschen Jazz, die so noch nie zusammen gespielt hatten. Zu hören ist er u. a. auch auf Heidi Bayers Album KORSH (2022).
Konzerttouren führten ihn durch über 50 Länder auf allen Kontinenten. Zusammen mit Frederik Köster, Pablo Held, Jonas Burgwinkel, Tobias Hoffmann und Sebastian Gille ist er Teil des Kölner Jazzkollektivs KLAENG, welches Konzerte und Festivals veranstaltet sowie das Label Klaeng Records betreibt.
Von 2011 bis 2019 unterrichtete er an der Folkwang Universität der Künste Jazz Kontrabass. Seit 2019 ist er Professor an der Musikhochschule Mannheim.

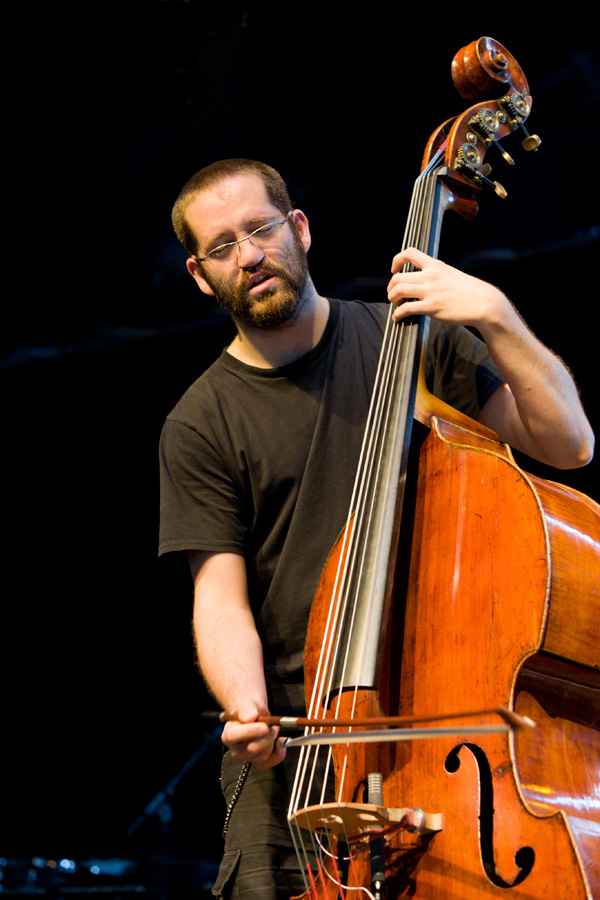
Robert Landfermann, Moers Festival 2012

## Preise und Auszeichnungen
Mit Jonas Burgwinkel erhielt er 2009 den WDR-Jazzpreis für Improvisation. Im gleichen Jahr erhielt er das Jazzstipendium der Kölner Horst und Gretl Will Stiftung. Mit dem Quartett von Frederik Köster gewann er, ebenfalls 2009, den Neuen Deutschen Jazzpreis. 2013 erhielt er zusammen mit Pablo Held und Jonas Burgwinkel den NRW-Förderpreis, 2014 ebenfalls mit dem Pablo Held Trio den SWR-Jazzpreis.

## Diskographische Hinweise
- Deujazz Kauf Dir einen bunten Luftballon (2007, mit Anette von Eichel, Matthias Schriefl und Jonas Burgwinkel)
- Nicht Ohne Robert Vol. 1 (2008, JazzHausMusik, mit Rudi Mahall, Simon Nabatov, Christian Lillinger)
- Null (2009, JazzHausMusik, solo)
- Achim Kaufmann, Christian Lillinger, Robert Landfermann: Grünen (2010, Clean Feed Records)
- Benjamin Schaefer: Leaves Like Snow (2012, Double Moon), mit Marcus Rieck
- Tiefgang (2013, KLAENG; mit David Schütte, Holger Werner, Tobias Christl, Niels Klein, Tobias Hoffmann, Sebastian Gille, Dieter Manderscheid)
- Grünen: Achim Kaufmann / Robert Landfermann / Christian Lillinger: Pith and Twig (Clean Feed, 2014)
- Emißatett: qui-pro-quo-dis (Schraum, 2015), mit Elisabeth Fügemann, Matthias Muche, Philip Zoubek, Etienne Nillesen
- Robert Landfermann Quintet: Night Will Fall (Pirouet, 2015), mit Sebastian Gille, Christian Weidner, Elias Stemeseder und Jim Black
- Simon Seidl Trio Miradouro (Klaeng Records 2016)
- Robert Landfermann Quintet: Brief (Pirouet, 2018), mit Sebastian Gille, Christian Weidner, Elias Stemeseder und Jim Black
- Letzter Rabatz! mit Ernst-Ludwig Petrowsky, Elan Pauer, John Edwards, Christian Lillinger (Euphorium, 2017; Deutscher Schallplattenpreis Vierteljahresliste 1/2018)[1]
- Christian Lillinger Open Form for Society (Plaist 2019) mit Frans Petter Eldh, Roland Neffe, Christopher Dell, Kaja Draksler, Elias Stemeseder, Antonis Anissegos und Lucy Railton.
- Grünen: Disenjambment (2020)

- Rhenus (Klaeng, 2023)

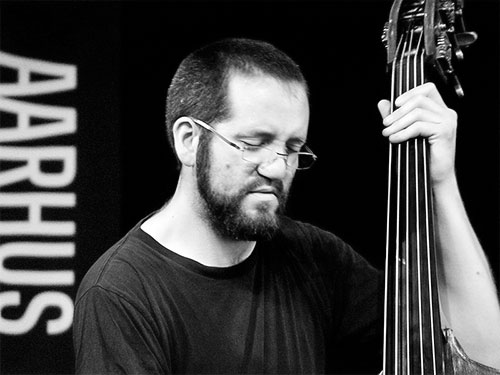
Robert Landfermann (Aarhus Jazz Festival 2013)

- Peter Ehwalds Double Trouble: Dumont Dancer (Jazzwerkstatt, 2023)
- Pablo Held: Trio Plays Standards (2024)